# Chianti Classico (olio di oliva)
Il Chianti Classico è un olio extravergine di oliva a Denominazione di origine protetta che viene prodotto in Toscana, nel territorio del Chianti Classico.
Si tratta di un olio extravergine dal sentore lievemente piccante, ben bilanciato e con un leggero gusto amarognolo. Per la produzione del Chianti Classico vengono utilizzate olive di piante iscritte all'Albo, per almeno tre quarti di varietà Frantoio, Moraiolo, Correggiolo, e Leccino, in proporzioni diverse a seconda del prodotto finale che si vuole ottenere, e per la rimanente parte da altri oliveti del territorio toscano. Il metodo seguito per la produzione è rimasto invariato nel tempo, la raccolta delle olive è infatti tuttora effettuata a mano, e la lavorazione nei frantoi -  i quali si trovano nello stesso territorio di produzione delle olive - deve avere inizio non oltre tre giorni dalla raccolta, per poter garantire l'alta qualità che contraddistingue il prodotto.